# George Wallace Melville
George Wallace Melville (New York, 10 gennaio 1841 – Filadelfia, 17 marzo 1912) è stato un ammiraglio e ingegnere statunitense.

## Guerra civile
Melville è nato a New York il 10 gennaio 1841. Dopo la laurea, al College di Brooklyn ed il Politecnico, è entrato nel US Navy il 29 luglio 1861 e divenne un ufficiale del Genio navale, con il grado di terzo ufficiale di macchina. Il suo primo anno a bordo della cannoniera USS Michigan si è svolto nei Grandi Laghi, durante il quale è stato promosso a secondo ufficiale di macchina. Melville è stato in servizio sulle navi Dacotah e Wachusett da metà 1862 fino alla fine del 1864, prendendo parte alla cattura della CSS Florida nel mese di ottobre del 1864. Ha terminato la guerra civile ad Hampton Roads, Virginia, area di lavoro delle torpediniere e dove lavorò come ingegnere sulla cannoniera USS Maumee.
Negli anni dopo la fine della guerra civile, il Melville lavorò a bordo di diverse navi come primo ufficiale di macchina, tra cui l'incrociatore sperimentale Chattanooga, la cannoniera Tacony, la nave a vapore Lancaster e sulla nave ammiraglia, nelle flotte asiatiche, Tennessee.

## Esplorazione circolo polare artico
Nel 1873 si offrì volontario come direttore di macchina sulla USS Tigress per il salvataggio nella Baia di Baffin di 19 superstiti, dispersi in una spedizione nel Circolo polare artico.
Nell'estate del 1879, Melville audace ed impaziente, si offrì volontario in una spedizione artica sotto il tenente comandante George W. DeLong, salparono da San Francisco il 7 agosto 1879 a bordo della USS Jeannette per cercare di trovare una via rapida per arrivare al Polo Nord tramite lo Stretto di Bering. Ma la USS Jeannette rimase incagliata nei ghiacci a settembre e dopo due anni di sforzi per salvarla, fu sommersa dai lastroni di ghiaccio nel Mare di Laptev e affondò 12 giugno 1881 - lasciando l'equipaggio naufrago su tre piccole imbarcazioni tra i lastroni di ghiaccio in mezzo all'oceano e con scarsi rifornimenti.
Melville fu l'unico comandante della propria piccola imbarcazione a portare il suo equipaggio in salvo nel delta del fiume Lena in Siberia. Una volta in salvo, partì alla ricerca di DeLong e dei suoi uomini, viaggiando oltre un migliaio di chilometri al freddo mortale dell'inverno artico solo per trovare i loro corpi morti. Tuttavia, egli fu in grado di recuperare e riportare tutti i documenti della spedizione. La terza barca, sotto il comando di Charles W. Chipp, non è mai stata trovata, Chipp e gli altri sette uomini sono stati presunti morti.
Il Congresso degli Stati Uniti ha premiato Melville per il suo coraggio e intraprendenza, avanzandolo di 15 gradi e gli fu assegnata la Medaglia d'oro del Congresso. Le incredibili difficoltà della spedizione sono descritte nel suo libro, Nel Delta del Lena, pubblicato nel 1884.

## Ufficio di ingegneria del vapore
Melville fu ispettore del carbone dal 1884 al 1886, poi eseguì la sua ultima navigazione da marinaio sul nuovo incrociatore Atlanta. Il presidente Grover Cleveland designo Melville capo dell'ufficio di ingegneria del vapore il 9 agosto 1887, col il relativo grado di commodoro. Per più di quindici anni rimase in carica, fu responsabile per i sistemi di propulsione della Marina nel periodo di notevole espansione del progresso tecnologico e con cambiamenti istituzionali. Melville ha sovrinteso la progettazione di 120 navi della "New Navy". Tra le principali innovazioni tecniche che contribuì a introdurre, spesso a dispetto del parere conservatore all'interno dello stabilimento navale, troviamo la caldaia a tubi d'acqua, il triplo sistema di propulsione a vite, i motori verticali, la nave da riparazione galleggiante e la "distilling ship".
Promosso contrammiraglio il 3 marzo 1899, fu nominato ingegnere capo della marina il 6 dicembre del 1900.
Il laboratorio di Annapolis fu un'idea di Melville. Come ingegnere in capo della Marina, ha lottato duramente per ottenere uno stanziamento di 400.000 dollari per un esperimento ed il laboratorio di prova, situato ad Annapolis. Nel 1903, riuscì ad ottenere lo stanziamento per la Stazione Sperimentale di Ingegneria (EES).
Il suo ragionamento principale sulla creazione di una stazione di esperimento era che avrebbe aumentato l'efficienza della Marina. La sua idea era di creare un mezzo affidabile per la verifica, macchine e attrezzature progettate per le navi della Marina. Il suo argomento secondario era che potrebbero essere di aiuto nella formazione di nuovi ufficiali di ingegneria, e pertanto deve essere situato ad Annapolis presso l'Accademia Navale. Con modestia, Melville rifiutò di collegare il suo nome alla fondazione della EES.
Prima del suo ritiro, Melville fu messo a capo di una commissione incaricata di studiare come utilizzare l'olio combustibile nelle caldaie delle navi della marina al posto del carbone. La commissione raccomanda vivamente un impianto di prova per testare i metodi di combustione dei vari combustibili in caldaie delle navi della marina. Il 18 novembre 1910, il Segretario della Marina autorizza: "... la costruzione e l'equipaggiamento, ad un costo stimato di 10000,00 $, di una struttura di simulazione di una sala macchine navale, al fine di testare la combustione di olio combustibile in relazione alla progettazione di nuove navi da guerra a petrolio" in un edificio esistente (Bldg. 47) al Philadelphia Navy Yard. Questo impianto fu costruito nel NAVSSES.
Lasciando il servizio attivo il 10 gennaio 1903, l'ammiraglio Melville trascorse gli ultimi anni a Filadelfia, in Pennsylvania, dove morì il 17 marzo 1912.
US Navy ha nominato due navi in onore di George W. Melville: USS Melville (AD-2) 1915–1948 e la nave da ricerca oceanografica Melville (AGOR-14), 1969-presente.

## Riconoscimenti
Della Marina, gli furono riconosciuti i contributi alla tecnica motoristica d'eccellenza nelle applicazioni di conoscenza verso la ricerca e lo sviluppo di nuovi materiali, dispositivi e sistemi o metodi, compresa la progettazione, sviluppo e integrazione di prototipi e nuovi processi.

## Per ulteriori letture
- Sachs, Aaron, The Humboldt Current: Nineteenth Century Exploration and the Roots of American Environmentalism, (Viking, 2006), Melville è uno dei quattro americani, su cui l'autore si concentra, che sono stati influenzati da Alexander von Humboldt.